# Hantan
Hantan (egyszerűsített kínai írással: 邯郸, pinjin: Hándān) prefektúra szintű város Kínában, Hopej tartományban. Lakosainak száma 9 413 990 fő (2020).

## Népesség
| Lakosok száma | 8 386 814 | 9 174 683 | 9 413 990 |
|               | 2000      | 2010      | 2020      |

## Testvérvárosok
- Dubuque
- Padova
- Krivij Rih
- Szaiki
- Dnyipro